# پائولو دسا لئال
پائولو دسا لئال (پرتغالی: Paulo d'Eça Leal; ۱۵ ژوئیهٔ ۱۹۰۱ – ۱۸ سپتامبر ۱۹۷۷) شمشیرباز اهل پرتغال بود.
وی در مسابقات کشوری و بین‌المللی در مجموع برندهٔ ۱ مدال برنز شده‌است.